# Silvestro Mauro
Silvestro Mauro (Spoleto, 31 dicembre 1619 – Roma, 13 gennaio 1687) è stato un gesuita, teologo e filosofo italiano.

## Biografia
Di nobile famiglia appartenente al patriziato di Spoleto, antica capitale dell'Umbria, Silvestro Mauro nacque il 31 dicembre 1619. Suo padre, Andrea Mauro, era prefetto generale delle poste e delle dogane pontificie del Patrimonio, la madre, Livia Zucconi, era una nobildonna di Camerino.
Fu mandato a studiare nel prestigioso Collegio Romano, recentemente (1583) fondato da Gregorio XIII, dove apprese la Grammatica, la Retorica e i primi rudimenti di Filosofia. Il 21 aprile 1636 entrò nel noviziato dei gesuiti di Sant'Andrea al Quirinale. Terminato il biennio di noviziato (1636–1638), proseguì i suoi studi al nel Collegio Romano. Per un anno si applicò allo studio delle lettere latine e greche (1638–1639), e per tre anni (1639-1642) alla Filosofia, seguendo i corsi del futuro cardinale Pietro Sforza Pallavicino. Compiuto il corso teologico (1644-1648) e terminato in S. Miniato presso Firenze il terzo anno di probazione (1648-49), fu mandato a insegnare Filosofia al collegio gesuitico di Macerata (1649-1652).
Tornato a Roma, divenne professore al Collegio Romano, dove continuò a insegnare per il resto della sua vita. Fu professore di Filosofia dall'anno accademico 1653-54 fino al 1656; messo a riposo per motivi di salute 1657, l'anno successivo tornò a insegnare. Dal 1659 al 1682 insegnò Teologia scolastica e dal 1682 al 1684 Sacra Scrittura. Dal 24 settembre 1684 al 1687, anno della morte, fu rettore del Collegio Romano.
I suoi trattati di filosofia e Teologia fondamentale (Sommervogel V, 765-9) furono tra i più diffusi nel secondo Seicento.
Con il fiorire del neotomismo fu realizzata una nuova edizione del suo grande commentario alle opere filosofiche di Aristotele, a cura del Prefetto della Biblioteca apostolica vaticana Franz Ehrle (Aristotelis opera omnia quae extant, brevi paraphrasi et litterae perpetuo inhaerente expositione illustrata, 4 voll., Parisiis, Lethielleux, 1885–87).